# Бушетта, Томмазо
Томмазо Бушетта (итал. Tommaso Buscetta; 13 июля 1928, Палермо — 2 апреля 2000, Флорида) — сицилийский мафиозо. Хотя он не был первым пентито (информатором) в итальянской программе защиты свидетелей, он был первым важным мафиозо, нарушившим омерту.

## Биография
Он был младшим из 17 детей, росших в бедной области Палермо, откуда он сбежал, будучи связанным с преступлением в молодом возрасте. Он впервые стал работать на мафию в 1945 году и в следующем году он был полноценным членом семьи Порта Нуова. Его первым боссом был Джузеппе Кало. Его первой работой была в основном контрабанда сигарет.
После резни в Чиакулли в 1963 году Бушетта бежал в США, где местная семья Гамбино помогла ему начать бизнес, связанный с пиццей. В 1968 году Бушетта был признан виновным в двойном убийстве, но приговор был заочным, поскольку он не был арестован (в Италии возможно выносить приговор беглецам в их отсутствие). Поскольку итальянские власти не запрашивали его экстрадицию, он был освобождён. Бушетта уехал в Бразилию, где он создал сеть по незаконному обороту наркотиков. В 1972 году Бушетта был арестован и подвергся пыткам со стороны бразильского военного режима, а затем экстрадирован в Италию, где он начал отбывать пожизненное заключение за совершённое ранее двойное убийство. В 1980 году, в день освобождения из тюрьмы, он снова бежал в Бразилию, чтобы избежать Второй мафиозной войны, подстрекаемой Тото Риина, что впоследствии привело к гибели многих союзников Бушетта, в том числе Стефано Бонтаде. Арестованный ещё раз в 1983 году, Бушетта был отправлен обратно в Италию. Он попытался совершить самоубийство, и когда это не удалось, он решил, что он окончательно разочаровался в мафии. Бушетта попросил поговорить с Джованни Фальконе и начал свою жизнь в качестве пентито.

### Пентито
В Италии он помог судьям Джованни Фальконе и Паоло Борселлино добиться значительных успехов в борьбе с организованной преступностью (позже обоих убила мафия). Он был главным свидетелем в максипроцессе, что привело к отправке в тюрьму почти 350 мафиози. Бушетта показал существование и функционирование Комиссии сицилийской мафии. Это позволило Фальконе утверждать, что Коза Ностра была единой иерархической структурой, управляемой Комиссией и ее лидерами, которые обычно не марали руки преступлениями лично, и она может нести ответственность за преступную деятельность, которая была совершена в интересах организации. Это стало известно как теорема Бушетта и было признано юридически, с подтверждением при максипроцессе в январе 1992 года.
Его показания в пиццерийном деле в середине 1980-х годов позволили схватить сотни гангстеров в Италии и США, в том числе Гаэтано Бадаламенти.
В качестве вознаграждения за помощь Бушетта было разрешено жить в США с новыми документами по программе защиты свидетелей. Он, как сообщается, подвергался пластической операции, чтобы скрыть свою личность. Иногда он давал интервью, но его лицо всегда было пикселизировано. В интервью итальянскому журналисту Энцо Бьяджи Бушетта весело хвастался, что он потерял девственность в возрасте восьми лет с проституткой за бутылку оливкового масла. Бушетта был женат три раза и имел шестерых детей, и в один момент оказался под подозрением мафии за измену своей первой жене: в глазах мафии прелюбодеяние было большим преступлением, чем убийство. Вероятно, члены "семьи" резонно полагали, что если он способен предать жену - то способен предать и "семью".  Находясь в тюрьме в семидесятых, он узнал, что его босс хочет исключить его из организации. Судьи и полицейские находили его очень вежливым и интеллигентным, хотя иногда склонным к тщеславию. Как и большинство информаторов, Бушетта был иногда несколько скупым на истину. Однажды он заявил, что он никогда не занимался наркоторговлей, хотя он когда-то говорил, что все в мафии вовлечены в это, не исключая себя. Первоначально он отрицал, что кого-нибудь убивал, но позднее он признался в телевизионном интервью, что он убийца.
Некоторые из его лживых заявлений имеют понятные мотивы. В 1980-х годах он сказал, что ему ничего не известно о связи таких политических деятелей, как Сальво Лима и Джулио Андреотти, с мафией, но в 1990-х признался, что знал о таких связях, и утверждал, что притворялся, потому что политики, о которых идёт речь, тогда были у власти, и он опасался за свою жизнь, даже будучи под программой защиты свидетелей.
Только убийство судей Антимафии (Парламентская комиссия по борьбе с мафией) Джованни Фальконе и Паоло Борселлино в 1992 году заставило Бушетта говорить о связи между мафией и политиками. 6 ноября 1992 года, Бушетта свидетельствовал перед Антимафиозной комиссией под председательством Лучано Виоланте о связи между Коза Ностра с Сальво Лима и Джулио Андреотти.
Бушетта свидетельствовал: «Сальво Лима был, по сути дела, политиком, которого Коза Ностра использовала наиболее часто для решения проблем для организации, решение которых лежало в Риме».
В суде Бушетта также очень подробно описал скрытые связи политиков и мафии:
Это не Коза Ностра связывается с политиками; вместо этого член Коза Ностра говорит, что президент — их, и если вам что-то надо, ты должен обратиться ко мне. Другими словами, Коза Ностра держит этого политика в кармане. Каждая глава семьи в Мафии выбирает человека, характеристики которого уже заставят его выглядеть идущим навстречу. Забудьте, что сперва надо заключить договор. Напротив, он подходит к кандидату и говорит: «Господин, я могу сделать это сейчас и для вас, и мы надеемся, что вы вспомните нас, когда вас изберут». Кандидат побеждает и ему надо как-то расплатиться. Ты говоришь ему: «Нам это надо, ты это сделаешь или нет?» Политик немедленно всё понимает и всегда действует
Когда мафиози Сальваторе Чанчеми признался ему на суде в 1993 году, что он задушил двух его сыновей, Бушетта простил ему это, сказав, что он знал, что он не мог отказаться.
Бушетта умер в Нью-Йорке от рака в 2000 году, когда ему был 71 год; свои последние годы он мирно прожил в США.

## В популярной культуре
Бушетта был сыгран Ф. Мюрреем Абрахамом в фильме «Крёстный 4. Фальконе», Винсентом Риотта в сериале «Дон Корлеоне». Также его сыграл Пьерфранческо Фавино в фильме «Предатель» (2019).